# Eclissi solare del 20 marzo 2053
L'Eclissi solare del 20 marzo 2053, di tipo anulare, è un evento astronomico che avrà luogo il suddetto giorno attorno alle ore 07:08 UTC.
L'eclissi avrà un'ampiezza massima di 31 chilometri e una durata di 50 secondi.

## Eclissi correlate

### Eclissi solari 2051 - 2054
Questa eclissi è un membro di una serie semestrale. Un'eclissi in una serie semestrale di eclissi solari si ripete approssimativamente ogni 177 giorni e 4 ore (un semestre) in nodi alternati dell'orbita della Luna.

### Ciclo di Saros 140
L'evento fa parte del ciclo Saros 140, che si ripete ogni 18 anni, 11 giorni, contenente 71 eventi. La serie è iniziata con un'eclissi solare parziale il 16 aprile 1512. Contiene eclissi totali dal 21 luglio 1656 al 9 novembre 1836, eclissi ibride dal 20 novembre 1854 al 23 dicembre 1908 ed eclissi anulari dal 3 gennaio 1927 al 7 dicembre 2485. La serie termina al membro 71 con un'eclissi parziale il 1º giugno 2774. La durata più lunga della totalità è stata di 4 minuti e 10 secondi il 12 agosto 1692.